# Berkeley megye (Nyugat-Virginia)
Berkeley megye az Amerikai Egyesült Államokban, azon belül Nyugat-Virginia államban található. Megyeszékhelye és legnagyobb városa Martinsburg. Lakosainak száma 122 076 fő (2020. április 1.). Berkeley megye Jefferson, Washington, Frederick, Clarke és Morgan megyékkel határos.

## Népesség
A megye népességének változása:
| Lakosok száma | 104 654 | 105 733 | 107 136 | 108 706 | 111 901 | 122 076 |
|               | 2010    | 2011    | 2012    | 2013    | 2015    | 2020    |